# L'Alfàs del Pi
L'Alfàs del Pi (Spaans: Alfaz del Pi) is een gemeente in de Spaanse provincie Alicante in de regio Valencia met een oppervlakte van 19 km² en is sinds de jaren 70 een van de meest internationale gebieden van Europa. L'Alfàs del Pi telt 21.494 inwoners (1 januari 2016).
Dit dorp kent een van de hoogste concentratie Europese immigranten van heel Spanje, waaronder voornamelijk Noren, Engelsen en Nederlanders. De regio waarin dit dorp zich bevindt heeft meer snackbars, Engelse pubs, bruine Nederlandse kroegen en zelfs Nederlandse growshops dan elke andere regio in Spanje. Er zijn dan ook veel internationale straatnamen vernoemd naar steden en plekken in de meest voorkomende landen van afkomst, zoals Calle Lillehammer, Calle Bergen, Calle Oslo, Calle de Amsterdam, Calle de Londres, Calle del Roma en zelfs Calle del Alcatraz.
Het is geen regio die, ondanks gratis cursussen Spaans en Valenciaans, uitnodigt tot Spaanse integratie aangezien alles - inclusief verzekeringsmaatschappijen, supermarkten en allerhande sociale voorzieningen - ook beschikbaar zijn in de taal van, en soms puur gericht op Nederlanders, Noren, Engelsen en andere grote groepen immigranten die dit dorp en omgeving telt.

## Demografische ontwikkeling
Bron: INE; 1857-2011: volkstellingen
Agost · Agres · Aigües · Albatera · Alcalalí · Alcocer de Planes · Alcoleja · Alcoy · Alfafara · Algorfa · Algueña · Alicante · Almoradí · Almudaina · Altea · Aspe · Balones · Banyeres de Mariola · Benasau · Beneixama · Benejúzar · Benferri · Beniarbeig · Beniardá · Beniarrés · Benidoleig · Benidorm · Benifallim · Benifato · Benigembla · Benijófar · Benilloba · Benillup · Benimantell · Benimarfull · Benimassot · Benimeli · Benissa · Benitachell · Biar · Bigastro · Bolulla · Busot · Callosa d'en Sarrià · Callosa de Segura · Calp · Campo de Mirra  · Cañada· Castalla · Castell de Castells · Catral · Cocentaina · Confrides · Cox · Crevillent · Daya Nueva · Daya Vieja · Dénia · Dolores · El Campello · El Castell de Guadalest · El Ràfol d'Almúnia · El Verger · Elche · Elda · Els Poblets · Facheca · Famorca · Finestrat · Formentera del Segura · Gaianes · Gata de Gorgos · Gorga · Granja de Rocamora · Guardamar del Segura · Hondón de las Nieves · Hondón de los Frailes · Ibi · Jacarilla · Jávea · Jijona · L'Alfàs del Pi · L'Alqueria d'Asnar · L'Atzúbia · La Nucia · La Romana · La Vall d'Alcalà · La Vall d'Ebo · La Vall de Laguar · Llíber · Lorcha · Los Montesinos · Millena · Monforte del Cid · Monóvar · Murla · Muro de Alcoy · Mutxamel · Novelda · Ondara · Onil · Orba · Orihuela · Orxeta · Parcent · Pedreguer · Pego · Penàguila · Petrer · Pilar de la Horadada · Pinoso · Planes · Polop · Quatretondeta · Rafal · Redován · Relleu · Rojales · Sagra · Salinas · San Fulgencio · San Isidro · San Miguel de Salinas · San Vicente del Raspeig · Sanet y Negrals · Sant Joan d'Alacant · Santa Pola · Sax · Sella · Senija · Tàrbena · Teulada · Tibi · Tollos · Tormos · Torremanzanas · Torrevieja · Vall de Gallinera · Villajoyosa · Villena · Xaló